# Гіракодонтові
Гіракодонтові (Hyracodontidae) — вимерла родина непарнокопитних ссавців, що існувала впродовж еоцену-міоцену у північній півкулі. Близька до сучасних носорогів. До родини належать найбільші в історії наземні ссавці з роду Paraceratherium. Викопні рештки гіракодонтових знайдено у Китаї, Казахстані, Киргизстані, Пакистані, Монголії, США та Канаді.